# Nolana paradoxa
Nolana paradoxa es una de las 49 especies pertenecientes al género Nolana presentes en Chile y también en el sur de Perú de la familia de las solanáceas (Solanaceae). Esta especie en particular es endémica con una amplia distribución en el borde costero de Chile, desde la Región de Atacama hasta la Región de Los Lagos.

## Descripción
Nolana paradoxa se encuentra descrita como una planta anual o perenne, suculenta y rastrera, en ocasiones se presenta pubescente, presenta hojas basales en forma de roseta. Llega a los 15 cm.
Se caracteriza por tener flores grandes axiliares y solitarias, el cáliz posee de 5 pétalos unidos con forma de campana o embudo o gamopétalas, su corola normalmente es de color azul y en ocasiones blanco o lila. La corola puede tener de 30 a 38 mm de largo. La parte interior de la flor o garganta es de color blanca con el centro amarillo. Posee 5 estambres desiguales en tamaño de color amarillo y anteras amarillas. Las flores se cierran al bajar la luminosidad. Ovario súpero.
Su fruto está formado por 12 a 27 mericarpos de forma irregular y desiguales de color negro.
Nolana paradoxa presenta hojas ovaladas con un ápice agudo, largamente pecioladas, puede presentar margen revoluto o no, presenta hojas basales en forma de roseta. 
Crece en sectores costeros con suelo arenoso o pedregoso, muy cerca del mar y sobre la línea de alta marea, con alta radiación solar en terrenos planos y sectores con exposición norte. Crece desde los 0 hasta los 500 metros sobre el nivel del mar. Esta especie en particular requiere de la humedad costera y de precipitaciones entre 400 a 800 mm anuales. No es muy resistente a la sequedad y no resiste heladas. En la región de Atacama se presenta sólo en el borde costero en períodos de desierto florido. Es la especie de nolana de distribución más austral. Habita en un clima de rusticidad USDA equivalente a zonas 10 y 11.

## Nombres vernáculos
Esta especie es conocida comúnmente como 'suspiro costero' o 'suspiro del mar'. En inglés 'Chilean bell flower'

## Importancia
Esta es especie constituye una de las flores emblemáticas que aparecen durante la floración del fenómeno denominado Desierto florido
Es considerada un a planta con un alto potencial ornamental.

## Amenazas
Una de las principales amenazas de esta especie la constituyen factores antrópicos como la urbanización y ocupación del borde costero, por acción antrópica por el turismo y colecta de flores